# 拉夫尼茨谷地诺伊施蒂夫特
拉夫尼茨谷地诺伊施蒂夫特是奥地利布尔根兰州上瓦特县的一个市镇。总面积3.5平方公里，总人口810人，人口密度231人/平方公里（2023年）。